# فردیناند یوستی
فردیناند یوستی (به آلمانی: Ferdinand Justi) (زادهٔ ۲ ژوئن ۱۸۳۷ در ماربورگ، آلمان - درگذشتهٔ ۱۷ فوریهٔ ۱۹۰۷ در ماربورگ، آلمان) ایران‌شناس آلمانی بود. او در ۲۸سالگی به استادی دانشگاه ماربورگ رسید و به تدریس زبان‌شناسی تاریخی و تطبیقی و زبان‌های ایرانی پرداخت. وی چند اثر ارزنده در زمینهٔ زبان‌های اوستایی، پهلوی، کردی و نیز تاریخ مشرق‌زمین به‌ویژه تاریخ ایران تألیف کرد که نامنامه شاخص‌ترینِ آنهاست. در این کتاب، نام‌های ایرانی از قدیم‌ترین ایام تا روزگار مؤلف، براساس اوستا و منابع پهلوی و آشوری، عیلامی، یونانی، لاتینی، ارمنی، سریانی، عربی، و فارسی درج شده‌است.

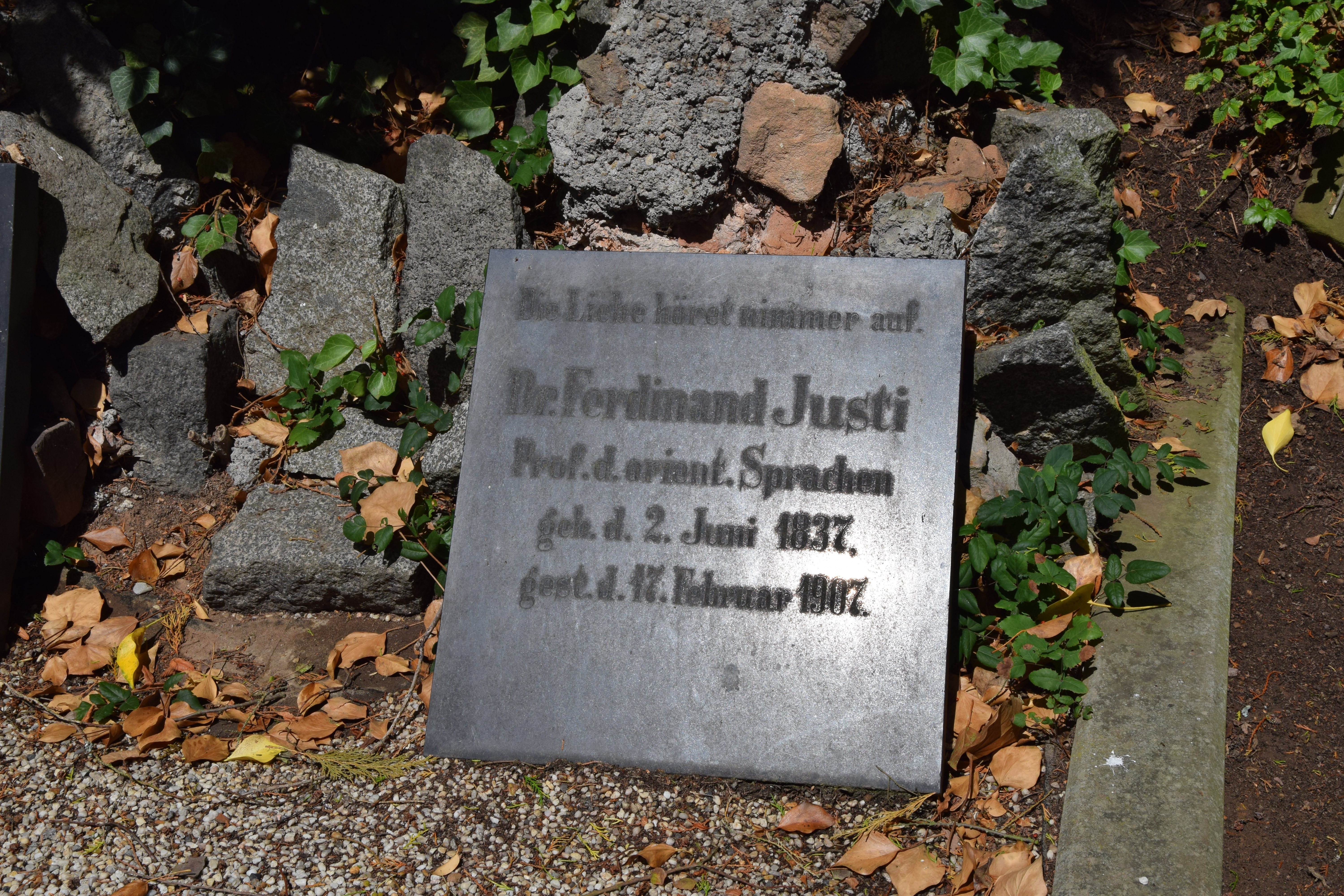
سنگ قبر فردیناند یوستی در گورستان اصلی ماربورگ (۲۰۱۷).

## نام‌نامه ایرانی
فردیناند یوستی نام‌نامه ایرانی را در سال ۱۸۹۵ به چاپ رساند چاپ دوم آن که در ۱۹۶۳ به طریق افست انجام گرفت هیچ گونه تفاوتی با چاپ اول ندارد. وی کوشیده‌است در این کتاب کلیه نام‌های ایرانی را از قدیمی‌ترین ادوار تا عصر حاضر درج کند. این نام‌ها عبارتند از:
۱- نام‌های اساطیری که در اوستا و منابع پهلوی و سایر منابع آمده‌اند؛۲- نام‌های تاریخی برگرفته از کتیبه‌های آشوری، عیلامی، فارسی باستان، متون یونانی، لاتینی،
ایرانی میانه اساس پهلوی)، متون ارمنی، سُریانی، عربی و فارسی.
منابع:
منابع عربی کتاب عبارت اند از تاریخ طبری، تاریخ ابن اثیر، اغانی ابوالفرج اصفهانی، تاریخ ابوالفدا، آثار الباقیه بیرونی، رحلة ابن بطوطه، فتوح البلدان بلاذری، وفیات الاعیان ابن خلکان، المسالک والممالک ابن خردادبه، الفهرست ابن ندیم، تاریخ سنی ملوک الارض و الأنبیاء حمزة اصفهانی، کشف الظنون، معجم البلدان یاقوت، مسالک الممالک اصطخری، تجارب الأمم ابن مسکویه، مروج الذهب مسعودی، المعارف ابن قتیبه، الاعلان النفیسه ابن رسته، الملل و النحل شهرستانی، تاریخ الخلفای سیوطی، العیون و الحدائق.
منابع فارسی او نیز بدین شرح است: تاریخ بیهقی، تاریخ بلعمی، شاهنامه، مجمل التواریخ والقصص، تاریخ طبرستان ورویان و مازندران ظهیر الدین مرعشی، طبقات ناصری منهاج سراج، تاریخ فرشته، لب التواریخ قزوینی، روضة الصفا میرخوانده، منتخب تاریخ گزیده (انتخاب و ترجمه دفریری، بخش سلجوقیان).
منابع غربی او نیز عبارتند از اهم منابع کلاسیک یونانی و لاتینی و پژوهش‌های خاورشناسان و ایران‌شناسان دربارهٔ تاریخ و زبان‌های ایرانی تا زمان تألیف کتاب.

## آثار
- Handbuch der Zendsprache. Leipzig 1864
- Dictionnaire kurde-francaise. Petersburg 1879
- Geschichte des alten Persiens. Berlin 1879
- Kurdische Grammatik. Sankt Petersburg 1880
- Geschichte der orientalischen Völker im Altertum. Berlin 1884
- Iranisches Namenbuch. Marburg 1884
- Hessisches Trachtenbuch. Marburg 1899 - 1905